# David Doyle (Schauspieler)
David Fitzgerald Doyle (* 1. Dezember 1929 in Omaha, Nebraska; † 26. Februar 1997 in Los Angeles, Kalifornien) war ein US-amerikanischer Schauspieler.

## Leben
David Doyles Vater, Lewis Raymond Doyle, war Anwalt, ebenso wie Doyles Bruder und Großvater. Sein anderer Großvater, John Fitzgerald, war ein bekannter Banker und Straßenbauer. Doyles Schwester Mary Doyle († 1995) war ebenfalls Schauspielerin. Von 1956 bis 1968 war Doyle mit Rachel Doyle verheiratet, ehe diese nach einem Unfall starb. Am 11. Januar 1969 ehelichte Doyle Anne Nathan, mit der er bis zu seinem Tod verheiratet war.
Am 26. Februar 1997 starb Doyle in Los Angeles an einem Herzinfarkt.

## Karriere
Bereits im Alter von sechs Jahren spielte David Doyle erstmals in einem Theaterstück mit. Trotz des erfolgreich absolvierten Studiums der Rechtswissenschaften an der Universität von Nebraska entschied er sich schließlich gegen den Anwaltsberuf und für die Schauspielerei. 1956 spielte Doyle auf dem Broadway in dem Theaterstück Will Success Spoil Rock Hunter? mit, wobei er Walter Matthau ersetzte.
Sein Film-Debüt gab Doyle 1959 in dem Film Happy Anniversary. Anschließend war er in zahlreichen Fernsehserien wie Hawaii Fünf-Null, Hart aber herzlich oder Mord ist ihr Hobby als Gaststar zu sehen. Seine wohl bekannteste Rolle ist die des John Bosley in der Serie Drei Engel für Charlie, die Doyle von 1976 bis 1981 in 113 Folgen spielte. Aufgrund dieser Rolle wird Doyle häufig mit dem Schauspieler Tom Bosley verwechselt.
Daneben war Doyle auch als Sprecher in verschiedenen Zeichentrickserien tätig. Unter anderem war er in Käpt’n Balu und seine tollkühne Crew und Rugrats zu hören.

## Filmografie (Auswahl)

### Als Schauspieler
- 1960: The Right Man
- 1961: Gnadenlose Stadt (Naked City, Fernsehserie, Folge 2x11)
- 1962–1963: Wagen 54, bitte melden (Car 54, Where Are You?, Fernsehserie, 3 Folgen)
- 1964: Preston & Preston (The Defenders, Fernsehserie, Folgen 4x01–4x02)
- 1965: The Trials of O’Brien (Fernsehserie, Folge 1x07)
- 1967: Der Tiger schlägt zurück (The Tiger Makes Out)
- 1968: Bizarre Morde (No Way to Treat a Lady)
- 1968: Papierlöwe (Paper Lion)
- 1968: Coogans großer Bluff (Coogan’s Bluff)
- 1969: Ein Frosch in Manhattan (The April Fools)
- 1971: Keiner killt so schlecht wie ich (A New Leaf)
- 1972: Hawaii Fünf-Null (Hawaii Five-O, Fernsehserie, Folge 4x23)
- 1973: Eine Million fürs Feuer (Money to Burn)
- 1974: All in the Family (Fernsehserie, Folge 4x18)
- 1974: Kojak – Einsatz in Manhattan (Kojak, Fernsehserie, Folge 2x12)
- 1976–1981: Drei Engel für Charlie (Charlie’s Angels, Fernsehserie, 109 Folgen)
- 1978: Unternehmen Capricorn (Capricorn One)
- 1978–1983: Fantasy Island (Fantasy Island, Fernsehserie, 4 Folgen, verschiedene Rollen)
- 1978–1985: Love Boat (The Love Boat, Fernsehserie, 6 Folgen, verschiedene Rollen)
- 1983: Ein Colt für alle Fälle (Fall Guy, Fernsehserie, Folge 3x12)
- 1981: Hart aber herzlich (Hart to Hart, Fernsehserie, Folge 3x03)
- 1985: Mord ist ihr Hobby (Murder, She Wrote, Fernsehserie, Folge 1x16)
- 1986: General Hospital (Fernsehserie, 10 Folgen)
- 1996: Superman – Die Abenteuer von Lois & Clark (Lois & Clark – The New Adventures of Superman, Fernsehserie, Folge 4x03)
- 1997: Explosion des Schweigens (What the Deaf Man Heard)

### Als Synchronsprecher
- 1986–1987: Foofur (16 Folgen) … als Mel
- 1990: Käpt’n Balu und seine tollkühne Crew (TaleSpin, Folge 1x41) … als Sheriff Gomer Cleghorn
- 1991–2001: Rugrats (82 Folgen) … als Stu Pickles, Lou Pickles
- 1991: Darkwing Duck (Folge 1x38) … als Judge
- 1992: Goofy und Max (Goofy & Max, Folge 1x03) … als Traffic Cop
- 1993: Sonic (12 Folgen, verschiedene Rollen)
- 1996: Mighty Ducks – Das Powerteam (Folge 1x09) … als Sam Delaney
- 1996: Die Legende von Pinocchio (The Adventures of Pinocchio) … als Pepe